# ペルー・カトリカ大学
ペルー・カトリカ大学（スペイン語: Pontificia Universidad Católica del Perú）は、ペルーのリマにある私立大学である。略称はPUCP。

## 概要
1917年、Jorge Dintilhac神父（聖心修道会）により設立され、その後業績を称えて、ローマ教皇庁より「教皇庁立」の称号が授与された。
ペルー初の私立大学であり、ペルーの中でも名門校として知られる。主な卒業生に、第5代国際連合事務総長のハビエル・ペレス・デ・クエヤル、ペルー大統領のアラン・ガルシアとオジャンタ・ウマラなど。

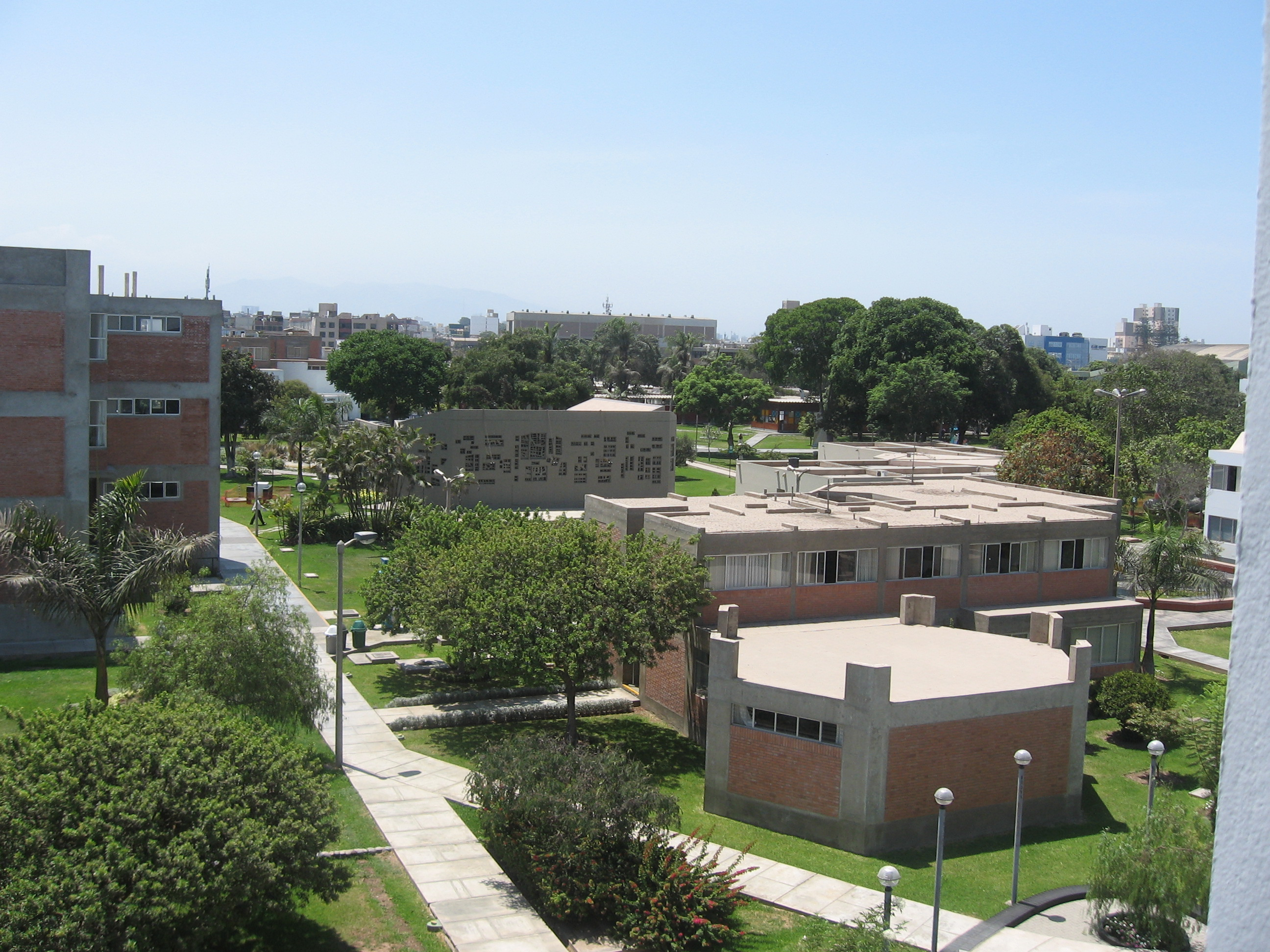